# 陣原站
陣原站（日语：／ Jinnoharu eki */?）是位於福岡縣北九州市八幡西區陣原一丁目，九州旅客鐵道（JR九州）的鹿兒島本線車站。車站編號為JA20。
此站可乘坐「福北豐線」的列車。此條目同時記述鄰接此站的西鐵北九州線陣之原停留場。

## 歷史
在國鐵時代，1961年至1984年之間，此站為貨運車站。當時名為東折尾站（在廢止後名為東折尾號誌站），該站不設旅客服務。隨後在該地段附近為空置地，並在1988年（昭和63年）開始討論用地去向。在1989年（平成元年），計劃了土地利用規劃，包括在此地建設新JR車站，為北九州市「北九州市文藝復興構思」的主要發展項目。隨後在1994年（平成6年）設立「陣原JR新站建設期成會」，以為求早日興建車站。
- 2000年（平成12年）11月21日 - 車站啟用[1]。
- 2009年（平成21年）3月1日 - 此站可以使用IC卡「SUGOCA」[3]。
- 2022年3月12日：停用綠色窗口，改為使用指定席劵發售機[4]。

## 車站構造
車站是一座設有跨站式站房的地面車站，設有1面1線的單式月台和2面4線的島式月台。
此站是由JR九州服務支援管理的業務委託車站，設有自動閘機，亦可使用「SUGOCA」IC卡。但因精簡人手關係，2022年3月12日起停用綠色窗口，改為使用指定席劵發售機。

### 月台
| 月台 | 路線               | 上下行             | 方向               |
| ---- | ------------------ | ------------------ | ------------------ |
| 1    | 福北豐線           | 下行               | 直方、飯塚方向     |
| 2    | 福北豐線           | 上行               | 黑崎、小倉方向     |
| 3    | 後備月台（待避線） | 後備月台（待避線） | 後備月台（待避線） |
| 4    | 鹿兒島本線         | 下行               | 博多、久留米方向   |
| 5    | 鹿兒島本線         | 上行               | 小倉、下關方向     |

## 使用狀況
在2018年（平成30年）度，1日平均乘車人次為2,252人。
根據JR九州和北九州市的數據，以下是近年1日平均乘車人次列表：
| 年度   | 1日平均 乘車人次 |
| ------ | ---------------- |
| 2000年 | 1,373            |
| 2001年 | 1,839            |
| 2002年 | 2,084            |
| 2003年 | 2,211            |
| 2004年 | 2,269            |
| 2005年 | 2,267            |
| 2006年 | 2,249            |
| 2007年 | 2,292            |
| 2008年 | 2,383            |
| 2009年 | 2,344            |
| 2010年 | 2,272            |
| 2011年 | 2,317            |
| 2012年 | 2,371            |
| 2013年 | 2,450            |
| 2014年 | 2,341            |
| 2015年 | 2,356            |
| 2016年 | 2,292            |
| 2017年 | 2,296            |
| 2018年 | 2,252            |

## 車站周邊
南邊
- 陣原市民中心
- 環保鎮陣原（Eco-friendly Town 陣原）（設有商業設施）
- 西鐵巴士北九州八幡自動車營業所（日语：西鉄バス北九州八幡自動車営業所）
- 國道3號黑崎繞道（日语：黒崎バイパス）陣原匝道（日语：陣原ランプ）
- 陣原站南出口巴士站
  - 北九州市營巴士
    - 52：八幡西郵局前 - 黑崎站 - 皇后崎（日语：皇后崎） - 陣原站南出口 - 本陣橋 - 第一二島 - 二島站
    - 53：八幡西郵局前 - 黑崎站 - 皇后崎 - 陣原站南出口 - 東本陣橋 - 折尾東團地 - 本城西團地 - 産業醫科大學醫院（日语：産業医科大学病院）入口 - 高須團地 - 青葉台入口
    - 急行：八幡西郵局前 - 黑崎站前 - 西鐵黑崎巴士中心（日语：西鉄黒崎バスセンター） - 陣原站南出口 - 學研都市（日语：北九州学術研究都市） - 青葉台 - 蘆屋町役場前 - 鶴松團地

  - 西鐵巴士（日语：西鉄バス）（西鐵巴士北九州（日语：西鉄バス北九州））
    - 80：黑崎站巴士總站/西鐵黑崎巴士中心 - 皇后崎 - 陣原站南出口 - 折尾東團地 - 本城西團地
    - 82：西鐵黑崎巴士中心 - （循環） - 引野 - 竹末 - 八幡西郵局前 - 西鐵黑崎巴士中心 -  皇后崎 - 陣原站南出口 - 折尾東團地 - 本城西團地
    - 急行：八幡西郵局前 - 黑崎站前 - 西鐵黑崎巴士中心 - 陣原站南出口 - 學研都市 - 青葉台 - 蘆屋町公所前 - 鶴松團地

北邊
- 皇后崎污水處理廠・環境中心
- 夕原工業團地[1]
- 堀川（日语：堀川 (北九州市)）
- 陣原駅北出口巴士站
  - 北九州市營巴士
    - 51：八幡西郵局前 - 黑崎站 - 第一二島 - 二島站
    - 54：洞南町 → 黑崎站

## 相鄰車站
九州旅客鐵道
鹿兒島本線
■快速、■區間快速
通過
■區間快速（部分列車）、■普通
黑崎（JA21）－（東折尾號誌站）－陣原（JA20）－折尾（JA19）
福北豐線
黑崎（JA21）－（東折尾號誌站）－陣原（JA20）－折尾（JC26）

## 西日本鐵道　陣之原停留場
曾經在鹿兒島本線南方設有並行的西鐵北九州線，並於此站鄰近設有「陣之原」（當中設有「之」字）電車站。該線在2000年11月26日廢止，陣之原電車站也同日廢止，替代車站為此站。在此站啟用至北九州線廢止時的5日之間，設有JR陣原站和西鐵北九州線陣之原電車站同時並在。
- 1914年（大正3年）6月25日 - 九州電氣軌道陣之原電車站啟用
- 不詳 ― 電車站改名為陣之原
- 2000年（平成12年）11月26日 - 路線與此站廢止

## 注腳
1. 1 2 3 4 5 6 7  . 週刊JR全駅・全車両基地 (朝日新聞出版). 2012-09-23, (07): 20.
2. ↑  鐵道建築新聞，2001年4月號、pp54-57
3. ↑  . 交通新聞 (交通新聞社). 2009-03-03: 1.
4. 1 2   (PDF). 九州旅客鉄道株式会社.   [2021-12-23]. （原始内容存档 (PDF)于2022-01-27） （日语）.
5. ↑   (PDF). 九州旅客鐵道.   [2018-07-13]. （原始内容存档 (PDF)于2019-12-06）.
6. ↑  數據北九州（運輸・通信） JR上下車人次
7. 1 2  『鉄路Vol.14』1992　九州大學鐵道研究會 P.16

## 外部連結
- 陣原（車站資訊） - 九州旅客鐵道